# A Man of Action
A Man of Action è un film muto del 1923 diretto da James W. Horne su un soggetto di Bradley King. È una commedia di genere poliziesco, che aveva come interpreti Douglas MacLean, Marguerite De La Motte, Raymond Hatton, Wade Boteler, Arthur Millett, Kingsley Benedict, Arthur Stuart Hull, William Courtright, Katherine Lewis.

## Trama
Spinto da Helen, la sua fidanzata, che lo vorrebbe meno pantofolaio, Bruce Mac Allister decide di darle la dimostrazione che anche lui può essere un uomo d'azione. Nascondendo al proprio amministratore, Eugene Preston, le sue intenzioni, gli fa credere di volersi assentare per qualche tempo a causa di un impegno di lavoro nell'Est. In realtà, Bruce ha intenzione di cercare qualche avventura nei bassifondi di San Francisco, dove si mescola in incognito tra malavitosi e teppaglia. Scambiato per errore per un noto malvivente, tale Chicago Kid, non fa niente per smentire la diceria, finendo per guidare una gang di rapinatori che progettano un furto di diamanti. Mac Allister, in effetti, deruberà sé stesso, poiché i diamanti da rubare sarebbero i suoi. Scopre così che Preston, l'amministratore, ha commissionato lui il colpo. La refurtiva cambierà di mano numerose volte, finché Helen non finisce per chiamare la polizia: l'intervento di suo padre chiarirà tutti gli equivoci, mettendo le cose a posto.

## Produzione
Il film fu prodotto dalla Thomas H. Ince Corporation.

## Distribuzione
Il copyright del film, richiesto dalla Thomas H. Ince Corp., fu registrato il 9 maggio 1923 con il numero LP18937.
Distribuito dalla Associated First National Pictures, il film - presentato da Thomas H. Ince - uscì nelle sale cinematografiche statunitensi il 10 giugno dopo essere stato presentato in prima a New York probabilmente il 3 giugno 1923.
Copia della pellicola si trova conservata negli archivi dell'Eye Film Institute Netherlands di Amsterdam.